# Cedar Vale, Queensland
Cedar Vale är en ort i Australien. Den ligger i kommunen Logan och delstaten Queensland, omkring 47 kilometer söder om delstatshuvudstaden Brisbane.
Närmaste större samhälle är Tamborine Mountain, omkring 19 kilometer sydost om Cedar Vale.